# فرودگاه شربروک
فرودگاه شربروک (به انگلیسی: Sherbrooke Airport) یک فرودگاه همگانی باربری با کد یاتا YSC است که یک باند فرود آسفالت دارد و طول باند آن ۱٬۷۹۹ متر است. این فرودگاه در کشور کانادا قرار دارد و در ارتفاع ۲۴۱ متری از سطح دریا واقع شده است.